# Heimo Susi
Heimo Susi, född 17 januari 1930 i Viborg, död 20 februari 2017 i Träskända, var en finländsk författare och ämbetsman.
Susi var länge verksam som chefstjänsteman vid Arbetskraftsministeriet i Helsingfors. I hans tidiga författarskap ingår flera dramatiska verk. Som romanförfattare gjorde han en sen debut med Virkamatka (1996), som beskriver en resa genom det sena 1900-talets Finland, där teknologi betyder mera än mänskliga känslor. Hans största satsning är romanen Kentauri (2003), en framtidsvision med drag av Harry Martinsons Aniara. Här skildras bygget av ett rymdskepp, där mänsklighetens samlade vetande lagras för färden mot det som man hoppas ska vara en bättre, paradisisk värld.